# أولريش كولر
أولريش كولر (بالألمانية: Ulrich Köhler)‏ هو عالم نقائش ‏ وأستاذ جامعي ألماني، ولد في 6 نوفمبر 1838 في Kleinneuhausen ‏ في ألمانيا، وتوفي في 21 أكتوبر 1903 في برلين في ألمانيا.